# Saccoloma inaequale
Saccoloma inaequale är en ormbunkeart som först beskrevs av Kze., och fick sitt nu gällande namn av Georg Heinrich Mettenius. Saccoloma inaequale ingår i släktet Saccoloma och familjen Saccolomataceae. Inga underarter finns listade.